# خوان إنريكيز
خوان إنريكيز (بالإسبانية: Juan Enríquez Cabot)‏ هو كاتب علم وسياسي مكسيكي، ولد في 1959.